# Fire (DC Comics)
Fire is een fictieve superheldin uit de strips van DC Comics. Ze verscheen voor het eerst in Super Friends #25, (Oktober 1979), en werd bedacht door E. Nelson Bridwell en Ramona Fradon.

## Biografie
Beatriz da Costa, alias Fire, was oorspronkelijk geen lid van de hoofdcontinuïteit van het DC universum. In plaats daarvan maakte ze haar debuut in een speciale stripserie gebaseerd op de Super Friends televisieseries. In deze serie kreeg ze haar krachten van een Braziliaanse magiër, en was ze de president van de Braziliaanse tak van Wayne Enterprises (het bedrijf van Bruce Wayne). In deze tijd was ze lid van de Global Guardians onder de naam Green Fury.
Na het verhaal Crisis on Infinite Earths werd haar geschiedenis zo aangepast dat ze wel deel werd van het DC universum. In deze nieuwe versie was haar naam Beatriz Bonilla da Costa. Ze kreeg haar krachten toen ze gevangen kwam te zitten in een pyroplasmische explosie.
Beatriz ontmoette de heldin Ice, en samen werden ze lid van de Justice League. Hier nam ze definitief de naam Fire aan. Haar krachten werden versterkt door een “genbom” van een buitenaards ras.
Fire was bij het team een soort grote zus voor Ice. Ze bleef bij de Justice League gedurende vrijwel het hele bestaan van het team.
In de strijd met Doomsday werd Bea zo verwond dat ze haar krachten verloor. Ze bleef toch bij het team tot haar krachten waren hersteld. Ze kon door het tijdelijke verlies van haar krachten niet voorkomen dat Ice werd gedood door de Overmaster.
Beatriz keerde uiteindelijk terug naar Brazilië, waar ze probeerde met pensioen te gaan van het heldenleven. Dit lukte niet, en al snel werd ze gerekruteerd door de "Super Buddies", een team van “helden voor de gewone man”.
In Checkmate #16 werd Fire herenigd met Ice, die weer tot leven was gebracht.

## Krachten en vaardigheden
Fire is een vuurmanipulator. Haar krachten zijn in de loop der jaren wel wat veranderd. Oorspronkelijk kon ze groen vuur spuwen. Later werden deze krachten versterkt door een buitenaardse genenbom. Hierdoor kon ze geheel veranderen in een wezen van groen vuur. In deze vuurvorm kon ze vliegen (gelijk aan het Marvel Comics personage Human Torch). Haar krachten waren nu ook een stuk lastiger te beheersen, en het kostte haar grote moeite om ze onder controle te krijgen.
Fire is een ervaren onderzoeker en spion. Ze heeft een lichte immuniteit voor gedachten beheersing.

## In andere media
- Fire werd gespeeld door Michelle Hurd in de televisiefilm Justice League of America.
- Fire en Ice deden beide mee in verschillende afleveringen van de serie Justice League Unlimited, maar alleen Fire had ook dialoog in deze serie.